# Serranus baldwini
Serranus baldwini är en fiskart som först beskrevs av Barton Warren Evermann och Millard Caleb Marsh, 1899.  Serranus baldwini ingår i släktet Serranus och familjen havsabborrfiskar. Inga underarter finns listade i Catalogue of Life.